# 白銀の意思 アルジェヴォルン
『白銀の意思 アルジェヴォルン』（しろがねのいし アルジェヴォルン）は、日本のロボットアニメ。2014年7月より12月までTOKYO MX、MBS毎日放送ほかにてテレビ放送された。

## 概要
2014年3月22日、ワーナー・ブラザース・ホームエンターテイメント（ワーナーBHE）が制作するオリジナルストーリーのロボットアニメとして、AnimeJapan 2014のステージイベントで発表した。ワーナーにとっては、同年4月放送開始の『selector infected WIXOSS』に続くオリジナルテレビアニメ第2弾タイトルとされている。同日には公式サイトが開設され、メインスタッフやメインキャストのほか、PV第1弾も公開された。また、ワーナーBHE自ら手がけるアニメと連動したスマートフォンゲームの配信も予定されており、アニメとゲームが互いに世界観を補完する。
監督は『To LOVEる -とらぶる- ダークネス』で監督・シリーズ構成や『れでぃ×ばと!』で監督を務めた大槻敦史、シリーズ構成は『モーレツ宇宙海賊』で監督・シリーズ構成や『輪廻のラグランジェ』で総監督を務めた佐藤竜雄、キャラクターデザインは『To LOVEる -とらぶる-』シリーズや『そふてにっ』でキャラクターデザイン・総作画監督を務めた岡勇一、メカデザインは『とある飛空士への恋歌』のキクチヒラメ、アニメーション制作は『東京ESP』のXEBECがそれぞれ担当する。
キャッチコピーは、「導くは『白銀』、戦うは『意思』」。

## ストーリー
過去の大戦で使用された戦略兵器（SMM）の暴走で起きた大規模な環境・地軸の変動により航空機の使用ができなくなった世界。その惨事から数世紀近くが経った現在も、戦争は行われていた。
A.O.（世界暦）2015年。各国の軍では既存の陸上兵器の他に「トレイルクリーガー」という人型機動兵器が主力であり、長い歴史と腐敗の進む「アランダス連合王国」の独立第八部隊に所属する、ススム・トキムネもその操縦士の1人であった。アランダスと隣国の「インゲルミア諸国統合体」間の戦争が続く中、長年に渡って敵国の侵攻を防いできたアランダスの城塞「グレート・ウォール」がついに突破される。
そのような最中で、独立第八部隊はインゲルミア軍に追われる民間のトレーラーを発見する。それを見捨てようとする部隊の方針に憤りを感じたトキムネは一人飛び出し、乗機を失うもトレーラーに乗っていたエンジニアの女性ジェイミー・ハザフォードを保護する。そして、トキムネはジェイミーの提案でトレーラーが運んでいた新型トレイルクリーガー「アルジェヴォルン」へと乗り込む。
ジェイミーと試作機のアルジェヴォルンを加えた独立第八部隊は撤退戦を乗り切り、全員無事に帰還する。だが、初期設定により、アルジェヴォルンはトキムネとジェイミーにしか操縦・起動が出来なくなってしまった。ジェイミーはなんとか部隊を離れようとするも、アルジェヴォルンを開発した民間企業「キベルネス・マニファクチャリングカンパニー」から担当を続けるよう半ば強制的に言われ、その後も独立第八部隊を行動を共にする。
死んだ姉の真相を探そうとするトキムネ。文句を溢しながらも部隊に同行するジェイミー。アルジェヴォルンへの考えを巡らす独立第八部隊の隊長、サモンジ・ウキョウ。腐敗したアランダスの上層部。アルジェヴォルンと交戦したことからその情報を掴もうとするインゲルミア軍。そして得体の知れない企業、キベルネス・マニファクチャリングカンパニー。各々の思惑が交差する戦場は新たな局面を迎えることとなる。

## 登場人物

### 主要人物
ススム・トキムネ
声 - 逢坂良太、村中知（少年時）
本作の主人公。独立第八部隊の新兵。20歳。階級は上等兵。初陣の戦闘でインゲルミア軍に追われていた民間のトレーラーを助け、そこで居合わせたジェイミーの指示で新型トレイルクリーガーのアルジェヴォルンへと乗せられ、以後その専属操縦士となる。直情径行な面があり、命令違反を繰り返しがちで部隊の仲間と軋轢を生んでしまうこともあるが、人命を救いたいという想いは強い。8年前の事故で姉を亡くしており、その犯人と事故の真相を掴むため軍での出世を望んでいる。徐々に猪突猛進気味な性格は鳴りを潜め、ベルハルスでは「初めてまともに戦えた気がする」と話すなど次第に成長していく。アルジェヴォルンのことは「（出会いも含め）運命」だと考えている。
ウィシュペの町攻防戦後の祝賀会でサモンジから姉の死に関する話を振られ、激昂のあまり彼を殴りつけてしまい懲罰処分を受ける。その後、独房を訪れたサオリから8年前の事故の詳細を伝えられる。旧知であった後輩のナミエが部隊に配属されて以降は、小隊長として指揮する立場になり、隊内連携の重要性を自覚する。しかし、アルジェヴォルンに乗り続けるにつれて、体調や精神が徐々に不安定になる様子を見せ、パダー基地へ向かう途中の工業プラント廃墟におけるリヒトフォーヘンとの戦闘では、通信にも応答しない暴走状態に陥り、サモンジからアルジェヴォルンへの搭乗禁止を言い渡される。
搭乗禁止の間、パダー基地にてトレイルクリーガーの整備などを手伝うが、部隊の皆から支えられていることを実感し、基地へ迫る敵軍とシュトゥルームαへの対処のため、命令を破ってまでアルジェヴォルンに搭乗。彼を想うジェイミーに送り出される。そして激闘の末にシュトゥルームαを撃破する戦果を挙げて帰還するも、昏睡状態に陥ってしまう（3日後に意識を回復した）。復帰後は皆から快気祝いのパーティを催され、リスクは分かっているが、今後もアルジェヴォルンに乗り続けることを決意する。
ザヤンツェクの戦場にて、カイエンの反乱に独断で応じたサモンジにアルジェヴォルンを奪われてしまい、真意も明かさず部下に相談もなく隊を離れ、自分のことばかりで他人を顧みない彼を止めるため、部隊の皆でアルジェヴォルンを取り戻すことをサオリへ頼み込む。そしてシルフィーやロレンツ、ナミエの連携によりアルジェヴォルンを取り押さえ、ジェイミーが再起動したシステムへ「俺を見ろ」と自分に振り向かることで見事奪還を果たす。だが、サモンジの所へ向かうも止めるには至らず、最後は機体を機能停止されてしまい、そのまま停戦となった（アルジェヴォルンはその際乗り捨てられている）。
ジェイミー・ハザフォード
声 - 大西沙織
本作のヒロイン。民間企業「キベルネス・マニファクチャリングカンパニー」の技術者。20歳。アルジェヴォルンの担当。新人であるために技師としては素人同然で、不安思考に陥ることが多い。インゲルミア軍の襲撃で唯一生き残り、そのままアルジェヴォルンと共に独立第八部隊に同行する。元の部署に戻ることを望んでいたが、本社から来たスグロに自身がアルジェヴォルンの起動キーとなっており解除もできないという事実を教えられ、会社の意向としてその後も独立第八部隊と行動を共にすることになる。当初はトキムネと衝突したり、愚痴を溢したりすることが多かったが、部隊に長く同行していくにつれて、段々とトキムネや他の隊員たちと交流を深めていく。特にトキムネとの仲は、ベルハルスでの休暇で共に遊び回ったり、ナミエの着任を「ライバル登場」と冷やかされたりと隊内公認で進展していく。第11話にて昇進を果たした。サモンジを殴って懲罰を受けたトキムネに小言を言おうと彼の独房に向かった際、偶然サオリの話を聞いてしまうが、後にトキムネへそれを打ち明けている。
工業プラント廃墟でのアルジェヴォルンの暴走から、アルジェヴォルンのシステムと自分の会社に疑問を抱くようになり、検索で「NRS」の問題を知る。それ以降はトキムネのことをこれまで以上に心配し、搭乗禁止令を破って出撃するトキムネに対して、「私は戦えないが、あんたの馬鹿を私も背負う」と告げて、無事帰ってくるよう彼を送り出した。トキムネが昏睡状態となった時はナミエと共に彼に付き添い、トキムネの復帰後に自分もこの部隊に来て変わったこと、今後アルジェヴォルンに乗ろうとしても、止めずに一生懸命サポートすることを伝える。また、アルジェヴォルンの整備が自分達で可能になった際、ユーリンクシステムを起動するが気を失ってしまう。この体験からトキムネの苦しみを理解し彼に謝罪するも、トキムネからは逆に慰められている。
アルジェヴォルンの奪還作戦ではトキムネへ「二人であの子を取り戻そう」と話し、戦場で機体の奪還に成功。サモンジの妨害に苦しむトキムネを叱咤して意識を持ち直させた。停戦後にキベルネス社が倒産した後は、再就職先にキベルネスのライバル会社一覧を当ってみるとアカネ達へ語っている（彼女達からは独立第八部隊は人手不足のためいつでも歓迎と言われるが、ジェイミーにとってそれは「最後の手段」とのこと）。

### アランダス連合王国

#### 独立第八部隊
サモンジ・ウキョウ
声 - 土田大
アランダス軍の独立第八部隊を率いる隊長。34歳。階級は中尉。元はエリートだったが、道を外され現在の立場となる。表情に乏しく命令を淡々とこなす寡黙な人物だが、時には感情を露わにしたり、作戦で自分の部隊が囮にされたと気付いた時は直に意趣返しを行ったりといった、したたかな面も見せる。命令違反を謝罪しに来たトキムネに対し、特に咎めはせず「自分もトキムネと同じであり、個人の感情が部隊を救うと思っている」と伝え、彼に今後も有効活用するよう、正式にアルジェヴォルンを託す。
だが、工業プラント廃墟でのシュトゥルームαとの戦闘時に起きたアルジェヴォルンの暴走から、過去のレイカの事件（後述）を連想したためか、トキムネにアルジェヴォルンの凍結と搭乗禁止を言い渡す。反面、基地へ迫る敵軍の対処に悩んでいたが、かつての姉と同じことを言い、命令違反をしてまでアルジェヴォルンに乗り込みシュトゥルームαを撃破したトキムネを見て、「俺の負けだ」と思いを新たにし、アルジェヴォルンの運用継続を決める。その後、カイエンからの誘いを受けて独立第八部隊を離れ、大尉へと昇進。彼の下で量産型無人機の「ペルフェヴォルン」を操作して戦線を押し返すという、反攻作戦の中核を担うこととなる。ザヤンツェク平原にて乗機の「ファシネイター」を使ってアルジェヴォルンやシュトゥルームβ部隊の操縦権を奪い、戦力の増強に成功。その力で戦線を押し戻して「グレート・ウォール」をも奪い返すが、カイエンの思惑に逆らい進軍を続けた。
彼の心にはユーリンクシステムが夢であったレイカの理想をかなえるため、アルジェヴォルンと出会う前の時間に現状を戻し、自分の命と引き換えに「白銀の意思」を最後まで見届けるという確固たる信念があった。全てのユーリンクシステム搭載機を掌握した理由は、レイカの夢の形を誰にも渡したくない、汚されたくないという想いからである。それ故に誰に対しても自分の内心を明かさず、目的に向かって一人行動していたのであった。アルジェヴォルンを取り戻したトキムネの言葉にも耳を貸さず、死ぬ覚悟を決めていたサモンジはシステム搭載機を全て機能停止させた後、カイエンに銃を向けられるも、避け様ともせずに死を受け入れるつもりでいたが、サオリに助けられて生きながらえる、という結末を迎えた。休戦後は少佐になり、彼を過去から解き放って「未来」を生きさせたい、と考えていたイズミによりアランダスの連絡将校へと任命され、ホルムス達のもとを訪れている。
8年前の階級は少尉でクァジモドやサオリがいる第37分隊を指揮する分隊長として活躍していた。アルジェント・ポイントの警備に駆り出された際、そこでテストパイロットのナンジョウ・レイカと出会い、彼女と交流を深め互いの仲を進展させる（サオリ曰く、この頃のサモンジは一番穏やかな表情をしていた）。しかし、軍高官を集めたデモンストレーションで彼女の操作する無人機が暴走し、彼女を止めるために当時の上官を殴りつけ出撃するが、間に合わず目の前でレイカは命を散らせた。この出来事は、彼の心に暗い影を落とし、現在も後悔の念に悩む原因となっている。なお、カイエンに教えられるまでトキムネがレイカの弟とは知らなかった。
スズシロ・サオリ
声 - 大原さやか
サモンジを補佐する独立第八部隊の副隊長。28歳。階級は曹長。艶やかな黒髪の美人。穏やかな風貌だが戦場ではクールに対応する胆力の持ち主。サモンジを信頼している。トキムネの姉・レイカについても知っているが、サモンジと同じく彼女の弟がトキムネだとは知らずにいた。後にサモンジを殴ったトキムネに対し、レイカの事故の詳細を教える。
パダー基地付近の戦闘でアルジェヴォルンの暴走を目撃し、後にトキムネが意識不明となったことから、過去のレイカの件からも機体を破壊すべきだとサモンジへ進言するが、彼の煮え切らない態度に憤りを覚える。それでもサモンジのことを想い続けており、彼がカイエンの所へ行くと決めた際に一夜を共にした。その後は独立第八部隊を離れたサモンジに変わって隊長となる。カイエンのクーデター後、イズミからペルフェヴォルン部隊の鎮圧を託される。しかしそれは彼とサモンジの謀であり、サモンジにアルジェヴォルンを奪われてしまう。当初は一人で彼を止めようとするが、トキムネ達から懇願され、命令違反と知りながらも部隊全員で行動することを容認する。最後はサモンジを撃とうとしていたカイエンを射殺し、死を望んでいた彼に対して、今後も生き続けるよう無言で促した。
8年前の階級は伍長で、髪型はショートカットにしていた。当時はサモンジやクァジモドと同じ部隊におり、アルジェント・ポイントの悲劇を経験する。
シルフィー・アップルトン
声 - 櫻井浩美
トレイルクリーガーの操縦士。24歳。階級は軍曹。姉御肌な女性。操縦士のリーダー格で、何事にも厳しいが、面倒見は良い。お酒にはめっぽう強く、飲み比べでハンチョウを沈めてしまうほど。温泉に浸かって思わず「極楽極楽」と呟いてしまったことをからかわれ、「おばあちゃん子だったから」と説明している。トキムネの無鉄砲な行動に怒ることもあるが、戦場においてはロレンツと二人で陰ながら彼を支えている。
ロレンツ・ジュリアーノ
声 - 浜田賢二
トレイルクリーガーの操縦士。26歳。階級は伍長。軽い性格の男。同僚のシルフィーやトキムネ、上官であるサオリに対しても気兼ねなく接する。部隊内の女性にはだいたい声を掛けているが、唯一アカネだけは誘っておらず、彼女から不満を言われていたが、後に隊内全員に聴こえるオープン回線通信で口説いて成功させる。戦闘では格闘戦を好まず、主に乗機のキャノン砲を生かした狙撃を担う。
ナミエ・ポートマン
声 - 内田真礼
第13話から登場。トレイルクリーガーの操縦士。19歳。階級は上等兵。最新鋭機「セイラン」と共に独立第八部隊に配属される。兵学校の機動兵器運用科におけるトキムネの後輩で、彼を慕っている。それ故にトキムネの体調を心配している。機体の操縦技術は高いものの、実戦経験が足らず突発的な事態への対処には難がある。
ハンチョウ
声 - 手塚秀彰
独立第八部隊の整備班の班長。部隊内では最年長で、3度の離婚歴がある。騒がしい整備三人娘の面倒を見ながら、トレイルクリーガーや武装の整備を監督する。無骨で職人気質だが、整備兵としての誇りは高い。アルジェヴォルンの整備がジェイミー達だけで可能になった際、新型＝優秀な機体ではなく、いい機体は操縦士と整備士が育てていく物であり、アルジェヴォルンを二人で作り上げていけばいいと彼女へ助言している。
ソラノ・アカネ
声 - 赤﨑千夏
独立第八部隊の整備兵。さばさばした性格。ジェイミーやカオル、ヒカルと仲が良い。酒癖が悪い面がある。声を掛けてくれないと文句を言っていたロレンツとは、最終的に恋人関係になる（送り出す際には「ダーリン」とまで呼んでいる）。
シオノ・カオル
声 - 橋本ちなみ
独立第八部隊の整備兵。天然系でメカフェチな性格。ヒカルと共にBLの気がある。
リクル・ヒカル
声 - 愛美
独立第八部隊の整備兵。几帳面だが気弱な性格。部隊で唯一、眼鏡を掛けている。
テライ・アキノ
声 - 葉山いくみ
独立第八部隊の通信手。階級は伍長。主に車両内で戦況をオペレートする。突然の隊長代行に戸惑うオクイを叱責してみせたこともある。アイドルの卵だった過去や廃墟マニアという意外な一面が明かされる。
シーカー
声 - 松本忍
独立第八部隊の偵察兵。階級は曹長。先行偵察や観測を行い、部隊に情報を伝達する影の功労者。インゲルミア軍の基地を奇襲した際は、敵の斥候を密かに抹殺したうえで、捜索部隊をブービートラップで殲滅するなどゲリラ戦術にも優れている。ベルハルスにて部隊の皆が休息中だった時にも、一人任務に就いていた。ウィシュペの町攻防戦後の祝賀会では、出席後すぐに帰ってしまっている。教養が深いのか、時折詩的な独り言や格言を口にしたりもする。
コシカワ・ショウヘイ
声 - 吉野裕行
独立第八部隊の兵士。階級は一等兵。アルジェヴォルンの場所までジェイミーを先導した。その際、敵の長距離砲の砲撃を受けるが、着弾地点のすぐ側にいたにも関わらず奇跡的に軽傷で生還している。
ヤマナミ・ツバサ
声 - 小林裕介
独立第八部隊の兵士。階級は二等兵。第1話のトキムネのような状況を見たら、自分は見捨てるかもしれないが女なら助ける、といった軽口を叩いたりするお調子者。
タニタ・コウジ
声 - 山本格
独立第八部隊の兵士。階級は軍曹。バックアップを統括する立場にいる。ウィシュペの町で休息を取っていた際は、川魚による食あたりのため、先任指揮官でありながら指揮を執ることができなかった。
オクイ・マサル
声 - 興津和幸
独立第八部隊の兵士。階級は上等兵。トキムネの二度目の命令違反に対して激昂した。ウィシュペの町出身。隊長と副隊長二人が不在の際、町がインゲルミア軍の侵攻に遭い、地理に明るいからという理由で苦労しながらも部隊の指揮を執り、遅滞戦闘を行いつつ町民を脱出させた。その後、勲章を授与されている。パダー基地での戦闘では、前と打って変った態度で命令違反をしようとするトキムネを送り出している。
クツワダ・ツトム
声 - 近藤孝行
独立第八部隊の兵士。階級は一等兵。大きな体をしたのんびり屋。

#### その他の軍人
イズミ・シズマ
声 - 千葉進歩
アランダス軍の将校。階級は大佐。サモンジの旧友。サモンジのために色々と裏から手を回している。真面目な性格で、学生時代は「鉄の童貞」というあだ名を付けられていた。独立第八部隊に最新型トレイルクリーガーの配備とそれに精通した人員の補充を取り計らう。カイエンと同じくインゲルミアとの戦争はいずれ負けると見ているが、これ以上の犠牲を出さないためにも、政治的決着による講和も止む無しと考えている。そのため、講和を望まない主戦派のカイエンのことは、注意人物としてサモンジへ忠告している。
カイエンの反逆後、ナカツカサら講和派の将官達から最高枢密院直属への転属を伝えられ、インゲルミアとの和平プロセスの推進チームを率いることを拝命する。その後はカイエン派を鎮圧するための部隊を差し向け、生存したサモンジを「叙勲も断罪もないが、過酷な道を歩んでもらう」と、連絡将校に任命した。
カイエン・トシカズ
声 - 小山力也
アランダス軍の将校。階級は准将。北西方面軍司令官。一見したその人物像は素行低劣、放蕩無頼な不良軍人である。言葉遣いは品性を欠き、公務中でも女性をはべらしたりする。また、アクアリウムを趣味としており、自身の部屋にある大きな水槽に大型肉食魚を何匹も飼っている描写が度々登場する。だが、それらはカイエンの一面に過ぎず、物語終盤になると彼が彼なりに腹に一物隠し持つ憂国の徒であったことが明らかにされていく。
サモンジを王都アジュアスの司令部へと呼びつけ、この戦争は負けること、本来ならばアルジェヴォルンは自分の下に来るはずだったこと、そしてトキムネがナンジョウ・レイカの弟であることを砕けた調子で教える。キベルネスのスグロと繋がりを持ち、彼と共に腹黒い描写が多いものの、その実は死んでいった兵士達のためにもインゲルミアとの講和に否定的な主戦論者であった。そして講和論者の論拠である勝算不在の状態を脱却するため、戦闘力でインゲルミアの機体を圧倒し、かつ人命を要さぬトレイルクリーガー部隊の編成計画を実行に移す。アルジェヴォルンの独立第八部隊での運用やデータ収集は、その一環であった。さらに独立第八部隊をシュトゥルームαと戦わせるように仕向け、その戦闘データを元に「ペルフェヴォルン」を開発・配備させ、反攻作戦の実行へと及ぶ。サモンジに対しては「俺の所へ来い」と勧誘し、自分の下に来た彼を大尉へと昇進させてペルフェヴォルン部隊の運用を任せる。
ナカツカサから最高枢密院が講和の意思を固めたことを知らされると、ついに業を煮やして席を立ち、自分に賛同する同志を集めてクーデターを起こす。その後、全軍へ向けて軍部の和平方針を暴露し、決起するよう演説を行う。そして自ら前線に赴き、奪還した「グレート・ウォール」を拠点に最前線を立て直し、王都にのさばる奴らを一掃すると宣言するが、予期せぬサモンジの行動に驚くこととなる。彼の真意を悟るも時遅く、自分に賛同した部隊はイズミに鎮圧されてしまう。サモンジの行動を「ナンジョウ・レイカとの無理心中」と罵り、最後のけじめとして、戦闘が終わった後にサモンジを射殺しようとするが、背後からサオリに撃たれて死亡した。イズミによるとその後も彼を英雄視する動きがあるとのこと。
8年前のアルジェント・ポイントでの極秘実験にも、当時の軍高官の一人として参加していた。
ナカツカサ・ゲンショウ
声 - 津田英三
アランダス軍の将校。階級は大将。白髪の老人。「グレート・ウォール」においては殿軍をイズミに任せ、カゲヤマやヒュウガと共に真っ先に撤退した。戦局が疲弊するとインゲルミアとの講和を考え、ペルフェヴォルンについては国民の軍への信頼を取り戻すために必要だが、それだけだと述べる。カイエンを邪魔者と感じているが、カイエンも彼らを老害と呼んでいる。
カイエンが離反した後は、彼を解任して逮捕命令を下すが、逆にカイエン派の兵士達に拘束される。そして国策に逆らう逆賊を叩くための手立てとして、インゲルミア側に情報漏洩をしていた事実を暴かれ、そのまま銃殺された。
カゲヤマ・ユズル
声 - 天田益男
アランダス軍の将校。階級は中将。角ばった顔の男。講和派の一員で、カイエンやペルフェヴォルンを疎んじている。ナカツカサやヒュウガと行動を共にしていたが、彼らが国を裏切っていたことには気づいていなかった。
ヒュウガ・イワオ
声 - 青山穣
アランダス軍の将校。階級は少将。オールバックにした灰髪が特徴。講和派の一員で、自分達の保身のみを考えている。裏でインゲルミア側に情報を流していた一人であり、カイエンの命令でナカツカサと共に銃殺された。

### インゲルミア諸国統合体
シュライン・リヒトフォーヘン
声 - 櫻井孝宏
インゲルミア軍のエースパイロット。階級は少尉。アルジェヴォルンとの初戦では即座に機体性能や操縦士（トキムネ）の技量を見抜いた。「余計な物は背負いたくない」という理由で、これまでに昇進の話を何度も断っている。アルジェヴォルンのことは宿敵だと考えており、倒す機会を窺っている。第14話からは機体を新型機の「シュトゥルームα」へと乗り換え、鬼神のごとく戦場を暴れ回り戦果を上げるが、「NRS」の影響から徐々に精神に異常をきたしていく。
パダー基地付近における戦闘ではトキムネと激闘を繰り広げた末に敗北するが、「自分は機体のシステムに飲み込まれたりはせず、このまま乗り続けて逆に飲み込んでやる」との意思を見せる。しかし、機体に乗らなければ平常心を保ち続けているように見えるものの、サモンジの部隊を迎え撃った最後の戦闘では錯乱状態の末期症状を露わし、吐血しながらもアルジェヴォルンを探し回るも、トキムネと戦うこともできず、サモンジが発動させた「ファシネイター」の影響で乗機が機能停止、自身も死亡するという終わりを迎えた。
アーノルド・ホルムス
声 - 斧アツシ
インゲルミア軍の将校。階級は中佐。前線指揮官として部隊を率いる。アルジェヴォルンの存在を知り、その情報収集・分析を進める。インゲルミアに併合された南部ガリア王国の出身で、生粋のインゲルミア人ではない。上官であるザールのことは俗物と呼んで軽蔑している。不満を抱きつつもザールの命令に従っていたが、面会したロンタールから彼の死を知らされ、今後の行動方針をアドバイスされる。状況判断力が高く、ザヤンツェク平原の戦闘ではシュトゥルームβ部隊の危機をいち早く察知した。β部隊が敵の手に落ち、戦況が劣勢になると拠点としていた「グレート・ウォール」からの撤退を決断。死守を命じるロンタールには、「敵地侵攻についての中央の意見は後ろ向きであり、いったい誰のための戦争なのか」と皮肉を述べる。
渋々ながらロンタールや背後のウイルド・リベルドの思惑に付き合うつもりでいたが、「グレート・ウォール」奪還後も進撃を停止しないサモンジの無人機部隊を見て考えを改め、今こそ動くべき時だと決意。「我が宿願の成就（祖国の再興）のためには無人機が必要であり、死ぬつもりの者にあの部隊は必要なかろう」と話し、ロンタールを排除して無人機群を獲得するための迎撃戦を展開する。リヒトフォーヘンについては「（死期を予想しながらも）自分の信じる本懐を遂げさせてやりたかった」と吐露している。
だが、目的を成す前に停戦命令が届き、「我が野望、一度火が着いたものは消せるものではない」と呟きながらも、自軍を撤退させる。休戦後はアランダスの連絡将校としてやって来たサモンジを出迎えた。
ベルナルド・ガープ
声 - 山口太郎
インゲルミア軍の将校。階級は少佐。口周りを覆う濃い髭と大柄な体型が特徴。ホルムスの副官で腹心として付き従っている。ホルムスと同じ南部ガリア王国の出身であり、彼と共にインゲルミアに併合された祖国の再興の機会を窺っている。ホルムスの決起時には、邪魔者となったロンタールを射殺した。
エーリッヒ・ザール
声 - 梅津秀行
インゲルミア軍の将校。階級は准将。ホルムスの上官で、元トレイルクリーガー乗り。アルジェヴォルンを手に入れようと企む。古くからの名門家系で指導者のユーニオスとも同郷であった彼は、「グレート・ウォール」付近にアルジェヴォルンがあったことを事前に掴んでいた。しかし、差し向けた部隊は独立第八部隊に退けられ、アルジェヴォルンはトキムネの乗機となってしまう。
その後もアルジェヴォルンを諦めきれず、今度は一計を案じてウイルド・リベルドと手を組み、戦闘データの入手と引き換えにシュトゥルームαを手に入れ、表向きは「膠着した戦況の打破」という理由でホルムスの部隊に配備させる。だが、進軍速度を遅らせてまでアルジェヴォルンに拘り続ける彼に対してウイルド・リベルドは排除の判断を下し、手先であるロンタールにより、射殺・処分された。
コンラッド・ダニエルズ
声 - 三宅健太
インゲルミア軍の将校。階級は少佐。リヒトフォーヘンとは士官学校時代からの仲。最近昇進し、警備担当としてゾング基地へ配属されるが、基地がアランダス軍の襲撃を受け、司令官戦死により指揮を引き継ぐ。ロデリック少尉に撤退の指揮を執るよう命令し、時間を稼ぐためガンバスに乗り込んでアルジェヴォルンと相対する。トキムネを追い詰めるが、止めを刺そうと振り下ろしたナイフを逆に自機のコクピットへと突き立てられ、戦死した。
リーズ・ロデリック
声 - 新井里美
ダニエルズの部下の女性。階級は少尉。ゾング基地へのアランダス軍襲撃の際、ダニエルズから撤退の指揮を任されたため、生き残りの兵たちと脱出する。その後はリヒトフォーヘンの補佐を務めている。しかし、「ユーリンクシステム」の影響による彼の変貌にも特に気にした素振りは見せず、あくまで冷徹に接し、「アルジェヴォルンを倒してから死んで下さい」とまで言い放っている。最終決戦では「あなたの最期を見届ける」とリヒトフォーヘンを送り出したが、彼の死には「馬鹿な男」と呟いていた。休戦後はアランダスの連絡将校となったサモンジを案内している。
ロンタール
声 - 浅沼晋太郎
インゲルミア軍の将校。階級は少佐。情報部に所属し、ホルムスからアルジェヴォルンのデータを情報部扱いとして持ち帰る。ザールからは目を掛けられていたが、彼を処分するためにシュトゥルームαの出所の調査と言う建前で部屋を訪れ、「戦争でも政治の世界でも力を持つのは情報を操る者だ」と告げ、ザールを射殺する。その後、ホルムス達と会いザールが不幸な事故で死んだこと、ホルムスらは今まで通りに行動してかまわないことを伝える。また、アランダス側の内通者からペルフェヴォルンについての情報を得て、ホルムス達へそれを提供している。
裏の顔はウイルド・リベルドの手駒であり、彼らの意向を受けて行動していた（そのため、シュトゥルームβが鹵獲される可能性も事前に分かっていた）。ホルムス達の自走戦闘要塞に同乗していたが、本来はそこで止まるはずだったサモンジの部隊が、「グレート・ウォール」を越えてまで進軍してくる姿を見て「話が違う」と驚愕し、さらにホルムスの言葉を聞き「ウイルド・リベルドに逆らうのか」と銃を抜くも、その場でガープに射殺された。
ジュリアス・ユーニオス
声 - 速水奨（ナレーションも兼任）
インゲルミア諸国統合体の指導者。49歳。能力主義者で、国力の拡大を図る急進派。軍の関係者からは「ユーニオス閣下」と呼ばれる。かつてクーデターを起こしてインゲルミア自治領の実権を握り、周囲の国家へ軍事侵攻・併合して「インゲルミア諸国統合体」成立の切っ掛けを作ったスアルク・ユーニオスの息子で、父が受けていたウイルド・リベルドの支援を継承している。

### トキムネの家族
ナンジョウ・レイカ
声 - 日笠陽子
ススム・トキムネの姉（弟と名字が違う理由は、ススム姓が母親の姓のため）。既に故人。弟と同じくアランダスの軍人であり、特務中尉の地位にいた。8年前のアルジェント・ポイントにおける極秘実験に脳機能を介して無人機を動かし戦闘を行うという「ユーリンクシステム」の適合者（彼女がシステムの最初の被験者）として参加しており、もし戦闘が起こっても死者が出ないようにする理想を追い求め、将官よりも上の地位（元帥）になることを望んでいた。
施設の警備のためにやって来たサモンジと語り合ううちに仲が深まり、「自分を見ていて欲しい」と頼むなど、彼を信頼するようになっていく。しかし、軍の高官を招いてのデモンストレーションの際に突如無人機が暴走。システムが制御不能になり、シャットダウンも不可能となってしまう、彼女を助けようとするサモンジたちの救援も間に合わず、暴走を止めるために自ら死を望み、無人機を周囲へ集めて指揮官機を破壊させた。事態は収拾するも、レイカは駆けつけたサモンジの腕の中で息を引き取った。彼女の死はサモンジの心に大きな傷跡を残し、表向きは「補給基地における事故で死亡」と処理された。

### その他
スグロ・ヨウゾウ
声 - 仲野裕
キベルネス・マニファクチャリングカンパニーの社員。ジェイミーの上司的存在。常に笑顔を浮かべ人を食ったような言動を取る食えない男。ジェイミーの詰問にも、のらりくらりとした態度で接する。彼女を半分脅す形でアルジェヴォルンの担当を続けるように諭した。本質は冷酷であり、トキムネのことも道具としか思っておらず、ユーリンクシステムの影響ですぐ死ぬと考えていたが、未だ彼が生きていることに驚いている。ウイルド・リベルドのアランダス軍部担当エージェントというもう一つの顔を持っており、カイエンとは互いに利用する（狐と狸の化かし合いのような）関係にあった。
ペルフェヴォルンの完成・配備後は、アルジェヴォルンをキベルネス社ではなくジェイミー達、現場の整備班で整備できるように取り計らい、アルジェヴォルン自体もまだまだ必要な機体であるため、今後もデータ収集を続けて欲しいとサオリへ告げる。
停戦後にキベルネス社が倒産したため、ジェイミーへ退職金を支払い、「次の会社の名前を考えないと」と語っていた最中にクァジモドの手で射殺された。
エラルド・クァジモド
声 - 小形満
ベルハルスに住む中年男性。アランダスの元軍人で、当時の階級は軍曹。資産家の子息でもあるが、勘当されている。8年前にはサモンジやサオリと同じ部隊に所属しており、レイカの事故のことも知っている。ベルハルスを訪れたサモンジと久方ぶりに対面する。彼のことは（レイカの件が関係しているのか）「元帥」と呼ぶ。その後はカイエンやスグロの動向を探り、裏で第三国のウイルド・リベルドが動いていることを突き止める。イズミとも連絡を取り合っており、スグロを始末して「義理は果たしたこと、今後もウイルド・リベルドの動きを追うこと」を告げ、最後にイズミを「ほんとの元帥になるのはあんたかもしれないな」と評した。
ツァン・タオズ
声 - 嶋崎伸夫
巨大コングロマリットである国家「ウイルド・リベルド」のトップ。トレイルクリーガーや各種兵器、技術の提供を行い、アランダスとインゲルミアの戦争を続けさせて利益の独占を狙う死の商人。キベルネス・マニファクチャリングカンパニーなどを傘下に置く。アルジェヴォルンやシュトゥルームαの戦闘データを利用し、新兵器の開発を推し進める。サモンジが無人機部隊により戦線を押し返したことは彼らにとっても予想外のことで、その際は「まだまだこの戦争が我々に利益を与えてくれそうだ」と話している。

## 登場メカニック
航空機は存在するが、大気中に漂う過去の大戦で使われたSMM（戦略マイクロマシン）への影響を鑑みて、空を飛ぶことは世界中で禁止されている。そのため、戦争ではトレイルクリーガーや戦車、大砲といった陸上兵器が主力であり、歩兵同士の戦闘も行われる。武装も全てが実体弾や実体剣で、ビーム兵器といったものは開発・配備されていない。

### アランダス軍の兵器
アルジェヴォルン
民間企業「キベルネス・マニファクチャリングカンパニー」で開発された試作機で、正式な呼称は「アルジェヴォルン・スタビリス・プリマ」。「アルジェヴォルン」とは作中で地軸転倒以前の古い言葉を意味している。戦場での活躍から、後にインゲルミア側から「アランダスの悪魔」という異名で呼ばれるようになる。専属操縦士のトキムネは「アルジェ」という愛称で呼ぶ。本機はかつてナンジョウ・レイカが乗っていた実験機の後継機であり、サモンジやサオリも初見時から気づいていたが、戦力増強のためにトキムネへは伏せられていた。
新型システムの「ユーリンクシステム」が採用されている。だが、システムは搭乗者の思考パターンを学習するため、最初の搭乗者のトキムネ以外には動かせず、結果的に彼の専用機となっている。本来は起動・操縦は一人で行えるが、システムの初回起動者がジェイミーであったため、彼女がシステムの起動キーに設定されている。結果、常にジェイミーが起動してトキムネが搭乗する必要があり、この二人が揃っていなければ運用できないという大きな制約を抱えている。その上、試作機のため他機種と規格が異なることから部品流用がほとんど利かず前線での運用が難しいこと、機密事項も多く現場で行える第一次整備に必要なもの以上の情報は一切明かされていないなど、その戦闘能力に比例して多くの欠点を持つ。しかし、整備に関してはスグロがサポート外対応でシステムや駆動系、その他の整備をジェイミー達で行えるよう取り計らい、改善された。
外観も既存機とかけ離れており、既存機の陸戦兵器然とした無骨なフォルムに対し、本機は極めて人間に近いフォルムを持つ。コックピットは胸部にある。モニターは全天周式で、各種インターフェースも高度化されている。当初は武装が無く、しばらくは既存機の物と同型のアサルトライフルやナイフを装備していたが、第13話から新型の専用アサルトライフルと専用大型ナイフに更新される。ライフルは命中精度や操作性が向上し、大型ナイフは前のナイフよりも長いリーチと高い切断力を持ち、攻撃力が上昇した。また、マニピュレーターにはスパイクが装備され、その優れた運動性能と機体強度を活かした格闘も強力な攻撃手段となる。装甲も堅牢であり大概のことでは損傷すらしない。ソフトウェアも度々更新されており、試作機らしくハード・ソフトの両面で随時強化が図られている。
コンゴウ
アランダス軍の主力量産機。インゲルミア軍のガンバスよりも旧式だが、耐久性や整備性、信頼性で勝り、長きにわたって戦線を支えてきた名機。武装はアサルトライフルやサブマシンガン、格闘戦用のナイフ。拡張性が高く、肩のマウントを目的に応じて換装できる。右肩に大型キャノン、左肩に照準用のセンサーを装備する砲撃型や、レドームを装備する電子戦型などのバリエーションが存在する。カラーリングは深緑。
コクヨウ
コンゴウと並ぶアランダス軍の主力量産機。コンゴウよりも新しいモデルで多目的な運用が可能。各種レーダーを搭載した頭部ユニットを追加し、外部視認性が強化された。固定武装として左腕にパイルバンカー、胸部装甲上面にスモークディスチャージャー、右肩部にシールドを装備する。携行武装はコンゴウと共通。カラーリングはグレー。当初の独立第八部隊での配備機で、シルフィーやロレンツ、トキムネ（第1話）の乗機。ロレンツ機は肩のシールドとパイルバンカーを装備しておらず、反対にキャノン砲を搭載している。
セイラン
アランダス軍の新鋭機。テシガハラ重工製の14式主力トレイルクリーガー。第13話より独立第八部隊に配備された。機体各部が大幅にスリム化され、外観はより人型に近くなっている。装甲材に新素材のカーボンナノメンブレンを採用した結果、防御力を維持したまま機体軽量化を達成。出力も上がり、高い機動性能を誇る。不整地においても足場に応じて挙動を自己修正する操縦補助プログラムが組み込まれ、操作性も向上した。マニューバのサンプリングモデルはナミエのものが採用されている。固定武装として拳に格闘戦用のスパイク、両肩に大型シールドを持つ。携行武装はコンゴウ、コクヨウと共通。ロレンツ機は背部のブースターユニットを換装しコンゴウの砲撃ユニットを装着した砲撃戦型に改修している。
ペルフェヴォルン（無人機）
第18話から登場。アルジェヴォルンの量産型無人機。コードネームは「アカツキ」。アルジェヴォルンとシュトゥルームαの戦闘データをフィードバックして開発された。頭部は非人間的なデザインで五角形のセンサーを持つ。インゲルミアへの反攻のため、カイエンがスグロと協力して多数の機体を配備させる。武装は威力を大型化で増し、延長した銃身とストックの追加で命中率・安定性を向上させた専用アサルトライフルと環状グリップが付いた専用大型ナイフ。
量産型とはいえセイランを超える機動性を発揮し、総合的な機体性能はシュトゥルームβすらも凌いでいる。本機は無人機故に有人機が宿命的に背負う「人体の限界」という点を考慮する必要が無く、その性能と相俟って一部隊で戦況を左右しかねない恐れが指摘されている。
ペルフェヴォルン（コマンダー機）
無人の量産型ペルフェヴォルンをユーリンクシステムで操作するためにサモンジが搭乗する指揮官機。頭部は無人機と違ってツインアイとなっている。無人機部隊運用の要となる存在で、部隊の情報交換・共有を行うメインシステムと指揮・制御用の電子戦装備を搭載する。本機最大の特徴は、「ファシネイター」というユーリンクシステム搭載機を強制的に制御下に置く機能を持つことで、「LAM（Look at Me）シグナル」を発し最優先コードで割り込みをかけ、各機のシステムを乗っ取って操縦権を全て自機に集めることが可能となる。単機戦闘力は高いものの、搭乗者は無人機の指揮制御へと力を割かなければならないため戦闘行為が出来ず、混戦などにおいては複数の無人機を直掩にする必要がある。カラーリングは赤色。
セキエイ
二足歩行の鳥または恐竜のような姿をした小型のトレイルクリーガー。複座型となっており、第2話ではジェイミーがオクイの機体に同乗していた。主に移動の足や偵察に使用される。ガトリング砲を武装として装備しているものの、戦闘には向かない。
ユーリンクシステム実験機
8年前のアルジェント・ポイントにおける実験で、ナンジョウ・レイカが乗り込んだ機体。ユーリンクシステムの初搭載機でもある。背部ブロックに電算機器を搭載する。カラーリングは白。
無人機
8年前のアルジェント・ポイントにおける実験で、レイカがユーリンクシステムによる操作を行った無人機。ベースはコンゴウで、電子戦ユニットを改修した装備を搭載する。

### インゲルミア軍の兵器
ガンバス
インゲルミア軍の主力量産機。アランダス軍のコンゴウに比べ運動性や索敵能力に優れる。頭部にはスモークディスチャージャーを搭載する。武装はアサルトライフルやサブマシンガン、ナイフ、ロケットランチャー、グレネードランチャー、ガトリングガン、8発のミサイルランチャー、小型シールド、電子素子アレイを搭載した折り畳み式の大型シールドなど、多岐に渡る。豊富なアタッチメントで戦局に対応し、強襲部隊では肩や腿、脛部に使い捨ての追加スラスターを合計6本装着して、高速移動を可能としている。カラーリングは紫を基調とする。
ガンバス（先進装甲試験評価機）
第9話でコンラッド・ダニエルズが乗り込んだ機体。通常の量産機よりも装甲が強化された性能試験機。カラーリングは緑色となっている。
ブラッディホッパー
インゲルミア軍の量産機。新素材の導入で他機よりも軽量化が行われている。優れた跳躍力や軽快な機動性が売りで、高い格闘戦能力を持つ。四足歩行も可能。腕部は衝撃時にショックアブソーバーとして機能する。長年アランダスを守っていた城塞「グレート・ウォール」突破にも貢献した。機動性に優れる反面、歩兵用の対物ライフルで沈黙させられてしまうなど、軽装甲故の脆弱な防御力が弱点となっている。固定武装として胸部に2門のバルカン砲を持つ。携行武装はアサルトライフルや噴射口が付いたメイスを装備する。
トルマリア
インゲルミア軍の砲戦仕様量産機。頭部にリングがあり、カメラや砲の移動が可能で自由度が高い。主に後方支援を担う。腕部は砲撃時にパーツを展開することで、反動吸収用のアウトリガーとなる。武装は頭部に大口径のキャノン砲、両掌部に固定式の機銃を装備する。カラーリングは青色。
ロウカン
第13話から登場。インゲルミア軍の新型量産機。汎用性が高いガンバスに対し、火器運用に特化した主力機として開発された。両肩のシールドと股間部の大型ガトリング砲が特徴。背部にドラムマガジンを持つ。大口径砲使用時の固定には踵部分のスパイクアンカーが使われる。アサルトライフルやナイフの装備も可能。カラーリングは暗い黄色。
シュトゥルームα
第14話から登場。ザール准将の肝入りでホルムスの部隊に配備された、フォーダーグルード社製の新型機。リヒトフォーヘンが搭乗する。アルジェヴォルンと同様に「ユーリンクシステム」を搭載し、アルジェヴォルンに匹敵する戦闘力や防御力、機動力を持つ。しかし、システムはアルヴェヴォルンに比べ数世代遅れており（「NRS」も参照）、搭乗者の負担が大きい。武装は専用のアサルトライフルと背中に背負った大型ヒートソード。大型のマニピュレータには格闘戦も想定してスパイク付きのナックルガードが装備されている。パダー基地付近の戦闘においてアルジェヴォルンに右腕と右足を切断され大破するも、修復されて戦場に復帰する。
シュトゥルームβ
第20話から登場。シュトゥルームαの量産機。ペルフェヴォルンと違い無人機ではない。基本性能はαを上回り、武装も共通。搭載するユーリンクシステムは最新式のものへとアップデートされ、NRSの危険性はない。カラーリングはαは紺色系だったが、βは鈍色系に塗装されている。相当数の機体が配備されるが、サモンジが発動した「ファシネイター」により、パイロットを排除されて全ての機体をアランダス側に奪われてしまう。
パジューム
アランダス軍のセキエイの同型機。両機の違いはカラーリングのみ。
自走戦闘要塞
インゲルミア軍の戦闘指揮用大型車両。無限軌道式。前部に2門の機関砲、屋根から後部にかけてアンテナを持つ。作中ではホルムスやガープが乗り込んでいた。

## 用語

### 世界観・歴史
A.O.（世界暦）
作中の世界で使われている暦法、年号。後述のSMM使用の結果起きた地軸転倒に由来して「転倒暦」とも呼ばれる。
SMM（Strategy Micro Machine）
戦略マイクロマシン兵器の略称。約200年前の世界大戦末期に使われたが、技術が未熟だったために暴走。その電磁作用が地球磁場の自転軸に干渉して地軸が数度転倒。大規模な気象変動を引き起こし、大気や海流にも影響を与えた。大気中のSMMは高度に滞留したまま休眠状態にあり、どのような理由で再活性化するかも分からないために余計な刺激を与えないよう現在でも航空機の使用は世界的にタブーとされている（それ故に、探査機を飛ばしての調査もできない）。なお、今は月の引力との相互作用でゆっくりとだが地軸も元に戻りつつあり、自然も回復し始めている。
| 年代             | 出来事 |
| A.O.1500年頃     | 地球に「大レーゼルラント共栄圏」「民主デュナーベル連邦」「ジンジャブ・ハー・ナジャン同盟」が成立。以後、300年近くに渡り、100以上あった他の国家群は三大国家の影響下に組み込まれる。                               |
| A.O.1800年頃     | 三大国家による世界大戦が勃発。SMM（戦略マイクロマシン）の投入により、地軸が転倒。地球全土が大災害に見舞われる。戦争は自動的に休戦となり、以後200年は自然環境の回復と緩やかな復興に費やされる。                   |
| A.O.1830年頃     | 民主デュナーベル連邦の崩壊・再統合に伴い、連邦の中で最古にして最小の国家であったアランダスの国王を、権限なき元首とした「アランダス連合王国」が成立。                                                             |
| A.O.1900〜1930年 | ジンジャブ・ハー・ナジャン同盟が経済破綻。巨大コングロマリットである「ウイルド・リベルド」が同盟の国家経営を継承する。1910年頃よりアランダス連合王国が「グレート・ウォール」の建設を開始。1930年頃に竣工。       |
| A.O.1950年       | 大レーゼルラント共栄圏北部で政治的混乱が起き、北部諸州が「インゲルミア自治領」として独立。これを境にして大レーゼルラントは「インゲルミア自治領」「フランドリア共和国」「南部ガリア王国」の3つに分裂する。        |
| A.O.1987年       | インゲルミア自治領でジュリアス・ユーニオスの父であるスアルク・ユーニオスを指導者としたクーデターが発生。ウイルド・リベルドは戦争権益独占を狙ってこれを支援。クーデターは成功し、スアルクが全権を掌握する。       |
| A.O.1988〜1989年 | スアルクは「大レーゼルラント共栄圏」の再興を主張し、フランドリア共和国と南部ガリア王国の両国へ軍事侵攻。スアルクは戦死するも、息子のジュリアスが作戦を引き継ぎ、両国を併合して「インゲルミア諸国統合体」が成立。 |
| A.O.1990年       | ジュリアスが24歳の若さでインゲルミア統合防衛議会の初代議長に就任。政権や軍上層部の人事を一新し、より支配を強固とする。同時期、南部ガリア王国出身のアーノルド・ホルムスやベルナルド・ガープが軍に志願する。       |
| A.O.1997年       | インゲルミア諸国統合体がアランダス連合王国に対して、国境地帯の旧レーゼルラント人への権益の保護という名目で軍事侵攻を開始。以後現在まで断続的な戦闘が続く。                                                       |
| A.O.2007年       | ベルハルスにて「アルジェント・ポイントの悲劇」が発生。ススム・トキムネの姉、ナンジョウ・レイカが死亡する。 |
| A.O.2015年       | 物語本編の開始。アランダス連合王国の「グレート・ウォール」がインゲルミア軍に突破される。 |

### 国家・企業
アランダス連合王国
資源豊富な国家。長年、城塞「グレート・ウォール」により国土の侵攻を食い止めてきた。軍の上層部は腐敗している。首都は王都アジュアス。国の指導部であり意思決定機関として最高枢密院が存在する。独立第八部隊の隊員など国民は日本人風と欧米人風の姓名が混在している。
インゲルミア諸国統合体
アランダスの隣国である大国。アランダスの持つ資源を狙い「（腐敗した政治から国民の）解放戦争」と称してアランダスに対し宣戦を布告する。現在の指導者はジュリアス・ユーニオス。
ウイルド・リベルド
コングロマリットが母体となる国家。国土・人口はアランダスやインゲルミアに及ばないものの、ビジネスを手段に両国の戦争を続けさせ、自国の軍事産業を長期的に潤わせようと裏で動いている。
キベルネス・マニファクチャリングカンパニー
アルジェヴォルンを開発した民間企業。アルジェヴォルンの存在を完全に秘匿するほどの強力な情報統制力（アランダス軍が全く掴めない）を持つ。実態はウイルド・リベルドの傘下企業である。ジェイミーとスグロ、第1話で死亡したミナカタ以外の社員がほとんど登場しないこと（整備部だという人員がアルジェヴォルンのある基地へ出入りする描写はある）、最終話での唐突な倒産劇、スグロの死の直前の言葉などから、ペーパーカンパニー（ダミー会社）ではないかとの疑いも持てるが、真相は不明。
フォーダーグルード社
シュトゥルームαを開発した民間企業。キベルネス・マニファクチャリングカンパニーと同じように、ウイルド・リベルドの傘下企業として技術提供を受けている。

### 地名・施設
ベルハルス
アランダスが第三国のウイルド・リベルドに貸し与えている租借地。大陸と繋がる陸繋島。前の名称は「サガラミサキ」だった。金持ち向けのリゾート地で遊園地や水族館などもある。独立第八部隊が物資補給と休息のために訪れた。インゲルミアの影響力も及んでおり、そのシンパがいたり、リヒトフォーヘンらが潜入していたりする。
グレート・ウォール
アランダス連合王国の城塞。20年近くをかけて建造された。長い間、敵国の侵攻を防いできたが、インゲルミア軍に突破され、以降はインゲルミア側の軍事拠点として利用される。
不退の大門
グレート・ウォールへと繋がる両側を高い崖で囲まれた要衝。撤退作戦で崖を爆破して道を塞ぎ、インゲルミアの侵攻を食い止めた。その後はインゲルミアの手でトーチカが築かれている。
アルジェント・ポイント
アランダス軍がベルハルスに建造していた新型トレイルクリーガー研究開発施設。パイロットの脳機能を介して無人機を動かし経験を積ませ、所謂死なない軍隊を作るための新システムを極秘に開発していたが、ナンジョウ・レイカの無人機暴走事故が発生。その後、軍は施設を解体して事実を隠蔽した。この出来事をクァジモドたちは「アルジェント・ポイントの悲劇」と呼んでいる。

### 技術・兵器
トレイルクリーガー
本作に登場する人型機動兵器の呼称。別名「機械戦騎」、略称は「TK」。戦闘車両の延長線上に存在する、陸戦用機動兵器である。基本的には人型を模しているが、一部の機体は脚部が逆関節構造となっている。既存の陸戦兵器に比して投影面積が大きいが、高い射点を確保でき、様々な地形に対応可能な点で有利とされている。
ユーリンクシステム
ウイルド・リベルドが基本アーキテクチャの開発を行った新型インターフェイス。傘下企業のキベルネス・マニファクチャリングカンパニーによるコードネームは「白銀の意思」。操縦桿よりも直感的に機体を動かすことができ、基本的な操作体系は既存機と変わらず、機種転換がしやすいというメリットがある。システムの本質はパイロットの脳機能をOSに組み込む（脳内活動を量子化し、脳とOSの量子化素子間に「量子もつれ（エンタングル）」の関係を構築する）ことで、機体との一体感が高まり、入力操作よりも早く機体が反応するようになる。戦闘では射撃よりも格闘戦において最大限に機能を発揮する。
機体とのリンクの深さは、「LINKAGE DEPTH（リンケージ・デプス）」と呼ばれ、深くなるほど操縦・反応性が上昇する。しかし、量子もつれを原理として用いているが故に、本システムには「NRS（後述）」という重大な欠点が存在しているが、機密とされて情報開示されていない。アルジェヴォルンのブラックボックス化されていたシステムについては、ジェイミーら現場の整備班にもマニュアルによる確認が可能となった。なお、アルジェヴォルンのシステムにはある種のノイズが存在する。最初のシステム被験者はススム・トキムネの姉のナンジョウ・レイカで、彼女の死から始まったシステムは弟のトキムネによって完成を迎えた。スグロ曰く、ユーリンクシステムの真の姿は「コマンダー機による無人機の操縦」とのこと。最終話のサモンジの行動によってユーリンクシステムは消去され、システム搭載機の開発も不可能となるが、システムの発想自体はまだ残っている模様。

### その他の用語
NRS
「ニューラル・ライドオーバー・シンドローム（またはナンジョウ・レイカ・シンドローム）」の略称で、ユーリンクシステム搭載機が抱えている重大な問題点。システムの「量子もつれ」を構成する量子は同等の関係で主従関係にはない。そのため、システムがある程度成長するとトレイルクリーガー側の制御されない攻撃衝動がパイロットに影響を及ぼす（人間が複雑な知性を持っているのに対して、機械側は単純で理性も持たない）。この差異によってシステム搭載機に乗り続けると、暴力衝動の抑制困難、感覚の混乱、失見当識、統合された人格の崩壊というプロセスを経て、最終的に搭乗者は廃人化・死亡する。
アルジェヴォルンにはNRS対策として、NRSを引き起こすと思われる信号のパイロットへのフィードバックをカットするフィルターが実装されている（ただし、効果は発症を遅らせる程度であり、ユーリンクシステムのスペックもフィルターなしと比べて一部が劣っている）。なお、シュトゥルームαにはフィルターは実装されていない。

## スタッフ
- 原作 - AIOS
- 監督 - 大槻敦史
- シリーズ構成 - 佐藤竜雄
- キャラクターデザイン - 岡勇一
- TKデザイン - キクチヒラメ
- プロップデザイン - 寺岡賢司、原由知
- 設定考証 - 森田繁
- 美術設定 - 小木斉之
- 美術監督 - 中村典史
- 色彩設定 - 北林千明
- 撮影監督 - 師岡拓磨
- CGディレクター - 瀬尾太
- 編集 - 後田良樹
- 音楽 - 中川幸太郎
- 音響監督 - 明田川仁
- 音楽制作 - ミュージックブレインズ
- 音楽プロデューサー - 土肥範子
- プロデュース - 川瀬浩平、千野孝敏
- プロデューサー - 中山信宏、阪口英昭、川北健、福田順、山崎史紀、植木達也
- アニメーション制作 - XEBEC
- 製作 - PROJECT ARGEVOLLEN（ワーナー・ブラザース・ホームエンターテイメント、XEBEC、サミー、クロックワークス、ショウゲート、OLM、ブシロード）

## 主題歌
オープニングテーマ
『TOUGH INTENTION』（第2話 - 第6話、第8話 - 第11話、第13話 - 第15話）
作詞・歌 - KOTOKO / 作曲・編曲 - 宮田リョウ
第1話ではエンディングテーマとして使用。第7話・第12話・第16話は未使用。
『ZoNE-iT』（第17話 - 第23話）
作詞・歌 - KOTOKO / 作曲・編曲 - 齋藤真也
第24話は挿入歌として使用。

エンディングテーマ
『フェイス』（第2話 - 第11話、第13話）
作詞・作曲 - y0c1e (Hifumi,inc.) / 編曲 - 千葉"naotyu-"直樹 / 歌 - 三澤紗千香
第1話・第12話は未使用。
『Vivid Telepathy』（第14話 - 第22話、第24話）
作詞 - 深川琴美 / 作曲 - 佐伯高志 / 編曲 - 荒井洋明 / 歌 - 玉置成実
第23話は未使用。
挿入歌
『call』（第24話）
作詞・歌 - KOTOKO / 作曲・編曲 - Kon-K

## 各話リスト
| 話数   | サブタイトル         | 脚本              | 絵コンテ                 | 演出         | 作画監督                                                   | 作画監督                                          | 総作画監督 |
| 話数   | サブタイトル         | 脚本              | 絵コンテ                 | 演出         | キャラクター                                               | メカ                                              | 総作画監督 |
| ------ | -------------------- | ----------------- | ------------------------ | ------------ | ---------------------------------------------------------- | ------------------------------------------------- | ---------- |
| 第1話  | 遭遇                 | 佐藤竜雄          | 吉川博明 大槻敦史        | うえだしげる | 藤原奈津子、内田裕 服部一郎、竹谷今日子 堀たえこ           | 大橋圭                                            | -          |
| 第2話  | 目覚め               | 佐藤竜雄          | 中村里美 長澤剛          | 南川達馬     | 高野やよい                                                 | 高野やよい                                        | 岡勇一     |
| 第3話  | ワンマン・アーミー   | 森田繁            | 吉川博明                 | 則座誠       | 関口雅浩、瀬尾康博                                         | 関口雅浩、瀬尾康博                                | 岡勇一     |
| 第4話  | 帰還                 | 大槻敦史          | 澤井幸次                 | うえだしげる | 服部一郎、平馬浩司 岡辰也、仲村信樹 下地彩加、眞部周一郞   | 大橋圭                                            | 岡勇一     |
| 第5話  | 奇襲                 | 菅正太郎          | 吉川博明                 | 北川正人     | 小宮山由美子、猿渡聖加 藤田正幸                            | 山田哲郎                                          | 岡勇一     |
| 第6話  | 走れ、ジェイミー!    | 菅正太郎          | 長澤剛                   | 黒田晃一郎   | はしもとかつみ                                             | はしもとかつみ                                    | 岡勇一     |
| 第7話  | 陸繋島（ベルハルス） | ヤスカワショウゴ  | 杉谷光一                 | 北川正人     | 小宮山由美子、猿渡聖加 藤田正幸                            | 山田哲郎                                          | 岡勇一     |
| 第8話  | 再戦                 | ヤスカワショウゴ  | 榎本明広                 | 安藤貴史     | 合田浩章                                                   | 合田浩章                                          | -          |
| 第9話  | 約束                 | 森田繁            | 榎本明広                 | 駒屋健一郎   | 服部一郎、中野ゆう                                         | 服部一郎、中野ゆう                                | 岡勇一     |
| 第10話 | 不在の果て           | 大野木寛          | 北川卓弥                 | 石川俊介     | 高野やよい                                                 | 高野やよい                                        | 岡勇一     |
| 第11話 | 拳（いかり）         | 菅正太郎          | 長澤剛                   | 北川正人     | 小宮山由美子、猿渡聖加 藤田正幸                            | 山田哲郎                                          | 岡勇一     |
| 第12話 | ナンジョウ・レイカ   | ヤスカワショウゴ  | 北川侑弥                 | うえだしげる | 服部一郎、平馬浩司 坂本ひろみ、藤原奈津子                  | 松村拓哉                                          | 岡勇一     |
| 第13話 | 青と藍               | 大野木寛          | 上坪亮樹                 | 駒屋健一郎   | Lee Mingu、Li Shao Lei                                     | 大橋圭                                            | 岡勇一     |
| 第14話 | 亡霊                 | 森田繁            | 吉川浩司                 | 北川正人     | 野本正幸、管振宇                                           | 野本正幸、管振宇                                  | 岡勇一     |
| 第15話 | 嵐（シュトゥルーム） | ヤスカワショウゴ  | 南川達馬                 | 三上喜子     | 香田知樹、高野やよい                                       | 香田知樹、高野やよい                              | 岡勇一     |
| 第16話 | 凍結                 | 菅正太郎 大野木寛 | 上坪亮樹                 | 北川正人     | 小宮山由美子、猿渡聖加 なるみたくや、藤田正幸              | 山田哲郎                                          | 岡勇一     |
| 第17話 | 敗北                 | 菅正太郎 佐藤竜雄 | 林宏樹                   | 安藤貴史     | 丸岡功治、梶浦紳一郎 永野孝明、相坂直紀 藤原潤             | 丸岡功治、梶浦紳一郎 永野孝明、相坂直紀 藤原潤    | 岡勇一     |
| 第18話 | 訣別                 | 大野木寛          | 吉田英俊                 | うえだしげる | 服部一郎、Lee Mingu                                        | 大橋圭                                            | 岡勇一     |
| 第19話 | 決意                 | 大野木寛          | 上坪亮樹                 | 矢野孝典     | 管振宇、野本正幸                                           | 管振宇、野本正幸                                  | 岡勇一     |
| 第20話 | もうひとつの意識     | 佐藤竜雄          | 村田峻治                 | 日下直義     | 野本正幸                                                   | 野本正幸                                          | 岡勇一     |
| 第21話 | 動乱                 | 森田繁            | 吉田英俊                 | 駒屋健一郎   | Cha Sang Hoon、Kim Bong Duck                               | Cha Sang Hoon、Kim Bong Duck                      | 岡勇一     |
| 第22話 | 鹵獲                 | ヤスカワショウゴ  | 上坪亮樹                 | 北川正人     | 小宮山由美子、なるみたくや 垣野内成美、笠野充志 山田雄一郎 | 山田哲郎                                          | 岡勇一     |
| 第23話 | 反撃                 | 佐藤竜雄          | 加戸誉夫                 | 日下直義     | 野本正幸                                                   | 野本正幸                                          | 岡勇一     |
| 第24話 | 白銀の意思           | 佐藤竜雄          | 長澤剛 上坪亮樹 大槻敦史 | うえだしげる | Cha Sang Hoon、Kim Bong Duck Lee Donglk、野本正幸          | Cha Sang Hoon、Kim Bong Duck Lee Donglk、野本正幸 | 岡勇一     |

## 放送局
| 放送期間                | 放送時間                     | 放送局     | 対象地域・備考              |
| ----------------------- | ---------------------------- | ---------- | --------------------------- |
| 2014年7月3日 - 12月18日 | 木曜 23:00 - 23:30           | TOKYO MX   | 東京都                      |
| 2014年7月4日 - 12月19日 | 金曜 2:49 - 3:19（木曜深夜） | 毎日放送   | 近畿広域圏                  |
| 2014年7月6日 - 12月21日 | 日曜 2:20 - 2:50（土曜深夜） | テレビ愛知 | 愛知県                      |
|                         | 日曜 19:30 - 20:00           | AT-X       | 日本全域 / リピート放送あり |
| 2014年7月7日 - 12月22日 | 月曜 0:00 - 0:30（日曜深夜） | BS11       | 日本全域 / 『ANIME+』枠     |

| 放送期間       | 放送時間        | 放送局             |
| -------------- | --------------- | ------------------ |
| 2014年7月7日 - | 月曜 12:00 更新 | バンダイチャンネル |
|                |                 | ニコニコチャンネル |

## BD / DVD
| 巻 | 発売日         | 収録話          | 規格品番   | 規格品番   |
| 巻 | 発売日         | 収録話          | BD初回版   | DVD通常版  |
| -- | -------------- | --------------- | ---------- | ---------- |
| 1  | 2014年10月29日 | 第1話 - 第3話   | 1000521635 | 1000521643 |
| 2  | 2014年11月26日 | 第4話 - 第6話   | 1000521636 | 1000521644 |
| 3  | 2014年12月19日 | 第7話 - 第9話   | 1000521637 | 1000521645 |
| 4  | 2015年1月28日  | 第10話 - 第12話 | 1000521638 | 1000521646 |
| 5  | 2015年2月25日  | 第13話 - 第15話 | 1000521639 | 1000521647 |
| 6  | 2015年3月25日  | 第16話 - 第18話 | 1000521640 | 1000521648 |
| 7  | 2015年4月22日  | 第19話 - 第21話 | 1000521641 | 1000521649 |
| 8  | 2015年5月27日  | 第22話 - 第24話 | 1000521642 | 1000521650 |

## スマートフォンゲーム
『境界の黒翼 アサルトレイヴン -白銀の意思 アルジェヴォルン外伝-』（きょうかいのこくよく アサルトレイヴン -しろがねのいし アルジェヴォルンがいでん-）のタイトルで、2014年12月17日からiPhone、Android両方で配信開始、2015年12月18日に配信終了。アニメ本編と同時期の別地域を舞台とし、「プレイヤーはPMCに所属する主人公となり、最前線の強襲部隊“アサルトレイヴン隊”に派遣、激戦に身を投じる」という内容。展開次第ではアニメ本編のキャラクターたちもスポット登場するが基本的には独立した「外伝」形式を採っている。
ゲーム的にはリアルタイムストラテジーゲーム（RTG）と呼ばれる種類のもので、プレイヤーはトレイルクリーガーに搭乗するパイロット部隊を編成し、多種多様なミッションに挑む。
なお主人公はゲーム開始時に下記3キャラクターの中から一人を選ぶ。
- フィーネ・ブッシュバウム（声 - 小松未可子）
- ローガン・ジャクソン（声 - 細谷佳正）
- シノミヤ・ユズキ（声 - 伊藤静）

## webラジオ
白銀の意思 アルジェヴォルン 独立第八部隊・秘密通信
2014年6月25日から2015年1月28日までHiBiKi Radio Stationにて配信されたWebラジオ番組。毎週水曜日更新。パーソナリティは大西沙織（ジェイミー・ハザフォード役）、愛美（リクル・ヒカル役）。